# Wen Spencer

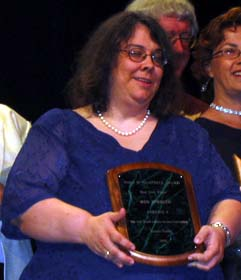
Wen Spencer bij de uitreiking van de Campbell Award in 2003

Wen Spencer (1963) is een Amerikaanse fantasyschrijfster. Haar boeken, waarin hoofdpersonen met ongewone capaciteiten gepresenteerd worden, kunnen beschouwd worden als originele variaties op de klassieke vampier- en weerwolfthema's.
Spencer haalde aan de Universiteit van Pittsburgh een graad in informatiekunde. Ze is actief geweest in sciencefiction fandom. 
Ze heeft in 2003 de John W. Campbell Award for the Best New Writer in Science Fiction gewonnen.

## Ukiah Oregon serie
1. Alien Taste (2001)
2. Tainted Trail (2002)
3. Bitter Waters (2003)
4. Dog Warrior (2004)

## Tinker
1. Tinker (2003)